# Archigrammitis demissa
Archigrammitis demissa är en stensöteväxtart som först beskrevs av Barbara S. Parris, och fick sitt nu gällande namn av Barbara S. Parris. Archigrammitis demissa ingår i släktet Archigrammitis och familjen Polypodiaceae. Inga underarter finns listade.